# Michael Laudrup
Michael Laudrup (Koppenhága, 1964. június 15. –) dán labdarúgó, edző.
104-szeres dán válogatott, az 1992-es Európa-bajnok csapatnak azonban nem volt tagja (a torna előtt konfliktusba került a szövetségi kapitány Richard Møller Nielsennel, aki kihagyta a keretből). Jelenleg klub nélküli edző. Pályafutása legsikeresebb éveit a Barcelonánál töltötte, ahol négyszer nyerte meg a spanyol bajnokságot. Ugyanezt egyszer megismételte a Real Madriddal is. A dán válogatottsági örökranglistán 3. Peter Schmeichel (129) és Thomas Helveg (108) mögött. 104 válogatott-meccsén 37 gólt szerzett. 1999-ben megválasztották a spanyol bajnokságban valaha játszott legjobb külföldi játékosnak. 2000-ben a dán király is kitüntette. 2003-ban a Dán labdarúgó-szövetség a valaha volt legjobb dán játékosnak választotta meg. Laudrup először 2002-ben dolgozott edzőként a Brøndby IF-nél, amellyel 2005-ben megnyerte a dán bajnokságot. 2006-ban úgy döntött, nem hosszabbítja meg lejáró szerződését a csapattal.

## Labdarúgó család
Michael, egy akkor már 3 generációra visszanyúló, labdarúgó családban született. Édesapja, a szintén korábbi dán válogatott labdarúgó, Finn Laudrup, testvére, Mads Laudrup, is megfordult különböző utánpótlás-együttesekben, és 2006-ban a legifjabb Laudrup-testvér, Andreas tagja lett a dán U-16-os válogatottnak. Michaelnek van egy fiatalabb testvére, Brian, aki szintén profi labdarúgó. Brian tagja volt az 1992-es Eb-győztes csapatnak, ellentétben Michaellel, aki a torna előtt összeveszett az akkori szövetségi kapitánnyal, Richard Møller Nielsennel. 2004-ben mindkét Laudrup-testvér bekerült a FIFA 100-ba, a 125 legjobb, még élő labdarúgó közé. Ezt a listát Pelé állította össze a FIFA 100. születésnapjára.

## Játékstílus
Laudrup, mint az egyik legelegánsabb, legjobban passzoló játékos ismert a közvéleményben. Minden idők egyik legtechnikásabb skandináv játékosa. 2006-ban Raúl őt nevezte meg a legjobb játékosnak, akivel valaha együtt játszott. Barcelonai csapattársa, Romário ugyanezt mondta, azzal a kiegészítéssel, hogy Laudrup a világ 5. legjobb játékosa (az első 4 Romário szerint Pelé, Maradona, ő és Zinédine Zidane). Laudrup sohasem volt agresszív játékos, pályafutása során egyszer sem kapott piros lapot. Széles körben elismert volt technikai tudása, eleganciája, hajszálpontos passzai és cselei miatt.

## Sikerei, díjai

### Játékosként
- Juventus:
  - Serie A (1): 1985–86
  - Interkontinentális kupa (1): 1985
- Barcelona:
  - La Liga (4): 1990–91, 1991–92, 1992–93, 1993–94
  - Copa del Rey (1): 1989–90
  - Supercopa de España (2): 1991, 1992
  - Bajnokcsapatok Európa-kupája (1): 1991–92
  - UEFA-szuperkupa (1): 1992
- Real Madrid:
  - La Liga (1): 1994–95
- AFC Ajax:
  - Eredivisie (1): 1997–98
  - KNVB Cup (1): 1997–98
- Dánia:
  - Konföderációs kupa (1): 1995

### Menedzserként
- Brøndby IF:
  - Dán Superliga (1): 2004–05
  - Dán kupa (2): 2002–03, 2004–05
  - Dán szuperkupa (1): 2002
- Swansea City:
  - Angol ligakupa (1): 2012–13

### Egyéni

#### Játékosként
- Az év Dán labdarúgója (2): 1982, 1985
- Don Balón Award (1): 1991-92
- European Sports Media Team of the Year (1): 1994–95
- Világbajnoki All-Star csapat tagja (1): 1998
- Legjobb külföldi játékos a spanyol futballban az elmúlt 25 évben (1): 1974-1999
- A legjobb Dán játékos, aki valaha (1): 2006

#### Edzőként
- Az év Dán menedzsere (2): 2002–03, 2004–05